# Paracentrobia immaculata
Paracentrobia immaculata är en stekelart som först beskrevs av Girault 1913.  Paracentrobia immaculata ingår i släktet Paracentrobia och familjen hårstrimsteklar. Inga underarter finns listade i Catalogue of Life.